# Grand Prix Monako 1975
Grand Prix Monako 1975 (oryg. Grand Prix Automobile de Monaco) – piąta runda Mistrzostw Świata Formuły 1 w sezonie 1975, która odbyła się 11 maja 1975, po raz 22. na torze Circuit de Monaco.
33. Grand Prix Monako, 22. zaliczane do Mistrzostw Świata Formuły 1.

## Klasyfikacja
| Legenda oznaczeń w tabelach wyników Wyświetl szablon na nowej stronie | Legenda oznaczeń w tabelach wyników Wyświetl szablon na nowej stronie                                                                     |
| Oznaczenie                                                            | Wyjaśnienie |
| --------------------------------------------------------------------- | --- |
| Złoty                                                                 | Zwycięzca lub mistrzostwo |
| Srebrny                                                               | 2. miejsce lub wicemistrzostwo |
| Brązowy                                                               | 3. miejsce lub II wicemistrzostwo |
| Zielony                                                               | Ukończył, punktował (w klasyfikacji generalnej, gdy zdobył co najmniej jeden punkt na przestrzeni sezonu, poza trzema powyższymi opcjami) |
| Niebieski                                                             | Ukończył, nie punktował (w klasyfikacji generalnej, gdy nie zdobył co najmniej jednego punktu na przestrzeni sezonu)                      |
| Czerwony                                                              | Nie zakwalifikował się (NZ) |
| Czerwony                                                              | Nie prekwalifikował się (NPK) |
| Różowy                                                                | Nie ukończył (NU) |
| Różowy                                                                | Niesklasyfikowany (NS) (w klasyfikacji generalnej, gdy nie został sklasyfikowany w żadnym wyścigu sezonu)                                 |
| Czarny                                                                | Zdyskwalifikowany (DK) |
| Czarny                                                                | Wykluczony (WYK/EX) |
| Biały                                                                 | Nie wystartował (NW) |
| Biały                                                                 | Kontuzjowany (K/INJ) |
| Biały                                                                 | Wyścig odwołany (OD/C) |
| Bez koloru                                                            | Został wycofany (WYC/WD) |
| Bez koloru                                                            | Nie przybył (NP/DNA) |
| Bez koloru                                                            | Nie brał udziału w treningach (NT/DNP) |
| Bez koloru                                                            | Nie został zgłoszony (–) |
| Pogrubienie                                                           | Start z pole position |
| Kursywa                                                               | Najszybsze okrążenie wyścigu |
| †                                                                     | Nie ukończył, ale jego rezultat został zaliczony ze względu na przejechanie więcej niż 90% dystansu wyścigu.                              |
| *                                                                     | Sezon w trakcie |
| 1/2/3                                                                 | Punktowana pozycja w sprincie kwalifikacyjnym                                                                                             |
| Lista systemów punktacji Formuły 1                                    | |

| Pos | No | Kierowca           | Konstruktor     | Okrążeń | Czas/powód NU | Poz. Start. | Punktów |
| --- | -- | ------------------ | --------------- | ------- | ------------- | ----------- | ------- |
| 1   | 12 | Niki Lauda         | Ferrari         | 75      | 2:01:21.31    | 1           | 9       |
| 2   | 1  | Emerson Fittipaldi | McLaren-Ford    | 75      | + 2.78        | 9           | 6       |
| 3   | 8  | Carlos Pace        | Brabham-Ford    | 75      | + 17.81       | 8           | 4       |
| 4   | 5  | Ronnie Peterson    | Lotus-Ford      | 75      | + 38.45       | 4           | 3       |
| 5   | 4  | Patrick Depailler  | Tyrrell-Ford    | 75      | + 40.86       | 12          | 2       |
| 6   | 2  | Jochen Mass        | McLaren-Ford    | 75      | + 42.07       | 15          | 1       |
| 7   | 3  | Jody Scheckter     | Tyrrell-Ford    | 74      | + 1 okrążenie | 7           |         |
| 8   | 6  | Jacky Ickx         | Lotus-Ford      | 74      | + 1 okrążenie | 14          |         |
| 9   | 7  | Carlos Reutemann   | Brabham-Ford    | 73      | + 2 Okrążeń   | 10          |         |
| NU  | 28 | Mark Donohue       | Penske-Ford     | 66      | Wypadek       | 16          |         |
| NU  | 24 | James Hunt         | Hesketh-Ford    | 63      | Wypadek       | 11          |         |
| NU  | 26 | Alan Jones         | Hesketh-Ford    | 61      | Koło          | 18          |         |
| NU  | 9  | Vittorio Brambilla | March-Ford      | 48      | Wypadek       | 5           |         |
| NU  | 16 | Tom Pryce          | Shadow-Ford     | 39      | Wypadek       | 2           |         |
| NU  | 11 | Clay Regazzoni     | Ferrari         | 36      | Wypadek       | 17          |         |
| NU  | 18 | John Watson        | Surtees-Ford    | 36      | Wypadł z toru | 6           |         |
| NU  | 27 | Mario Andretti     | Parnelli-Ford   | 9       | Wyciek oleju  | 13          |         |
| NU  | 17 | Jean-Pierre Jarier | Shadow-Ford     | 0       | Wypadek       | 3           |         |
| NZ  | 21 | Jacques Laffite    | Williams-Ford   |         |               |             |         |
| NZ  | 20 | Arturo Merzario    | Williams-Ford   |         |               |             |         |
| NZ  | 23 | Graham Hill        | Hill-Ford       |         |               |             |         |
| NZ  | 14 | Bob Evans          | BRM             |         |               |             |         |
| NZ  | 31 | Roelof Wunderink   | Ensign-Ford     |         |               |             |         |
| NZ  | 25 | Torsten Palm       | Hesketh-Ford    |         |               |             |         |
| NZ  | 10 | Lella Lombardi     | March-Ford      |         |               |             |         |
| NZ  | 30 | Wilson Fittipaldi  | Fittipaldi-Ford |         |               |             |         |